# ジョン・タインズ

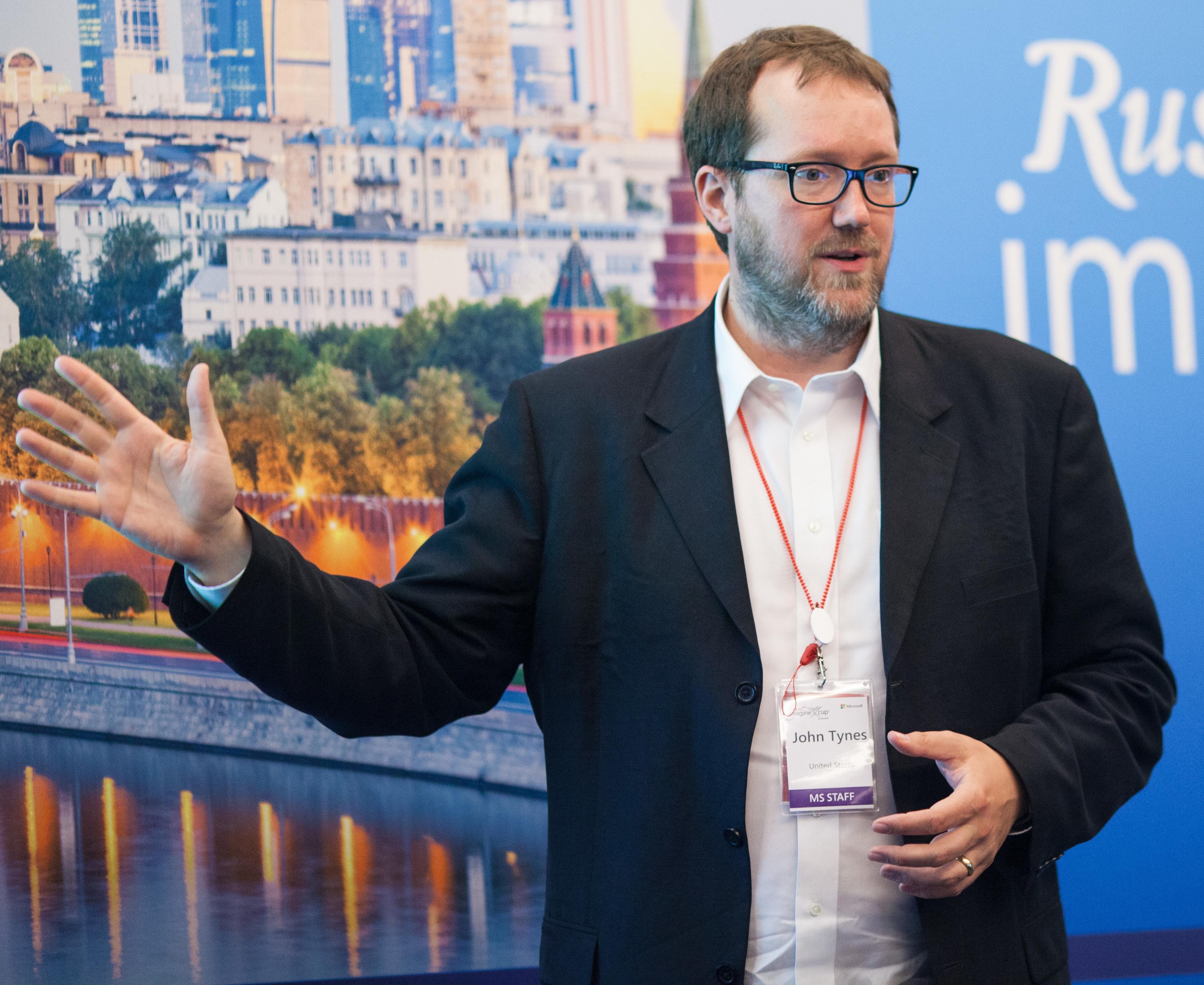
Tynes at the 2013 Imagine Cup in St. Petersburg, Russia

ジョン・スコット・タインズ（John Scott Tynes、1971年 - ）は、アメリカ合衆国のライター。ゲームデザイナーとして有名で、ロールプレイングゲームのUnknown Armies、デルタグリーン、Puppetlandなどを手がけ、自身の会社タインズ・コワン社を有する。

## 人物
1990年、19歳のときにミズーリ州コロンビアにて、ボランティアとしてペイガン・パブリッシングを設立。1994年にウィザーズ・オブ・ザ・コースト社に就職。同年、ペイガンをシアトルに移転することを決め法人化した。ウィザーズを辞め、一時ダイダロス・ゲームズに所属後、アトラスゲームに就職。その後は卓上ゲームから撤退して映像ゲームに移行。
ほか、映画版のKingInYellowで脚本を担当。